# Megaselia teneripes
Megaselia teneripes är en tvåvingeart som beskrevs av Schmitz 1957. Megaselia teneripes ingår i släktet Megaselia och familjen puckelflugor. Inga underarter finns listade i Catalogue of Life.